# Gloriosa aurea
Gloriosa aurea là một loài thực vật có hoa trong họ Colchicaceae. Loài này được Chiov. miêu tả khoa học đầu tiên năm 1928.